# Roger I de Sicilia
Roger I de Altavilla u Hauteville (Normandía, c. 1031-Mileto, 22 de julio de 1101) llamado el Bosso o el gran Conde o Jarl Rogeirr fue el primer conde de Sicilia.

## Biografía
Roger (Rogelio) fue hijo del noble normando Tancredo de Hauteville y de su segunda esposa Fredisenda, se estableció en el sur de Italia y como vasallo de su hermano Roberto Guiscardo, duque de Calabria y Apulia, participó en la reconquista de Calabria y lideró la de Sicilia, esta última bajo el poder musulmán y habitada en su mayoría por griegos ortodoxos.
En 1072, tras conquistar Palermo, en Sicilia, su hermano lo invistió como Gran Conde de Sicilia sin embargo continuó siendo su vasallo y después de la muerte de este lo fue de Roger Borsa, hijo y sucesor de Roberto.
Su gobierno se caracterizó por una política de tolerancia étnica y religiosa, inusual durante la Edad Media. Murió en 1101 y fue sucedido por su hijo Simón.

## Origen y primeros años
Nació en 1031 siendo el menor de los hijos varones de Tancredo de Hauteville y de su segunda esposa, Fredisenda. Tancredo era un noble normando descendiente de Hiallt, un vikingo que se asentó en Normandía en el siglo X mientras que Fredisenda era posiblemente una hija del duque Roberto I de Normandía, aunque esto último se basa en información relativamente tardía.
Roger permaneció en Normandía hasta la muerte de su madre y en 1057 se dirigió al sur de Italia, donde varios de sus hermanos ya se habían asentado algunos años antes. Roger fijó su residencia en Melfi, capital del condado de Apulia, dominios de su hermano Roberto Guiscardo. Es a partir de entonces que Roger empieza a secundar a su hermano en las campañas a Calabria, desde donde empiezan a hostigar a los musulmanes. Según el cronista Goffredo Malaterra, sus acciones no eran diferentes a los ataque de bandidos.
Pocos meses más tarde, Roberto regresó a Apulia para suprimir una rebelión de los barones dejando a Roger en Calabria. Este le envía a su hermano ayuda económica (resultado de robos a la población local) y un pequeño contingente de hombres, que él mismo dirige, logrando suprimir la rebelión.
En otoño de 1057, participó bajo el mando de Roberto en el sitio de Reggio, pero al prolongarse, Roger atacó Gerace por orden de su hermano dándole a Roberto la mayor parte del botín obtenido. Sin haber caído Reggio, ambos hermanos regresan al norte de Calabria, donde su poder estaba consolidado. Posteriormente le pidió a su hermano asistencia en efectivo pero este se niega provocando que Roger decida brindar su ayuda a Guillermo del Principado, otro de sus hermanos poniendo a su disposición sus 60 hombres.
De su hermano Guillermo, Roger recibió un castillo en Scalea, desde donde dirigió incursiones que debilitaron el poder de Roberto. Este para contrarrestarlo sitia su castillo sin lograr tomarlo. Al ser Calabria una zona pobre debido a los constantes saqueos de los normandos, Roger y sus hombres saqueaban la cercana ciudad de Amalfi para poder sobrevivir. Además le pedían dinero a los viajeros a cambio de devolverles sus pertenencias que hurtaban momentos antes.

## Conquista de Calabria

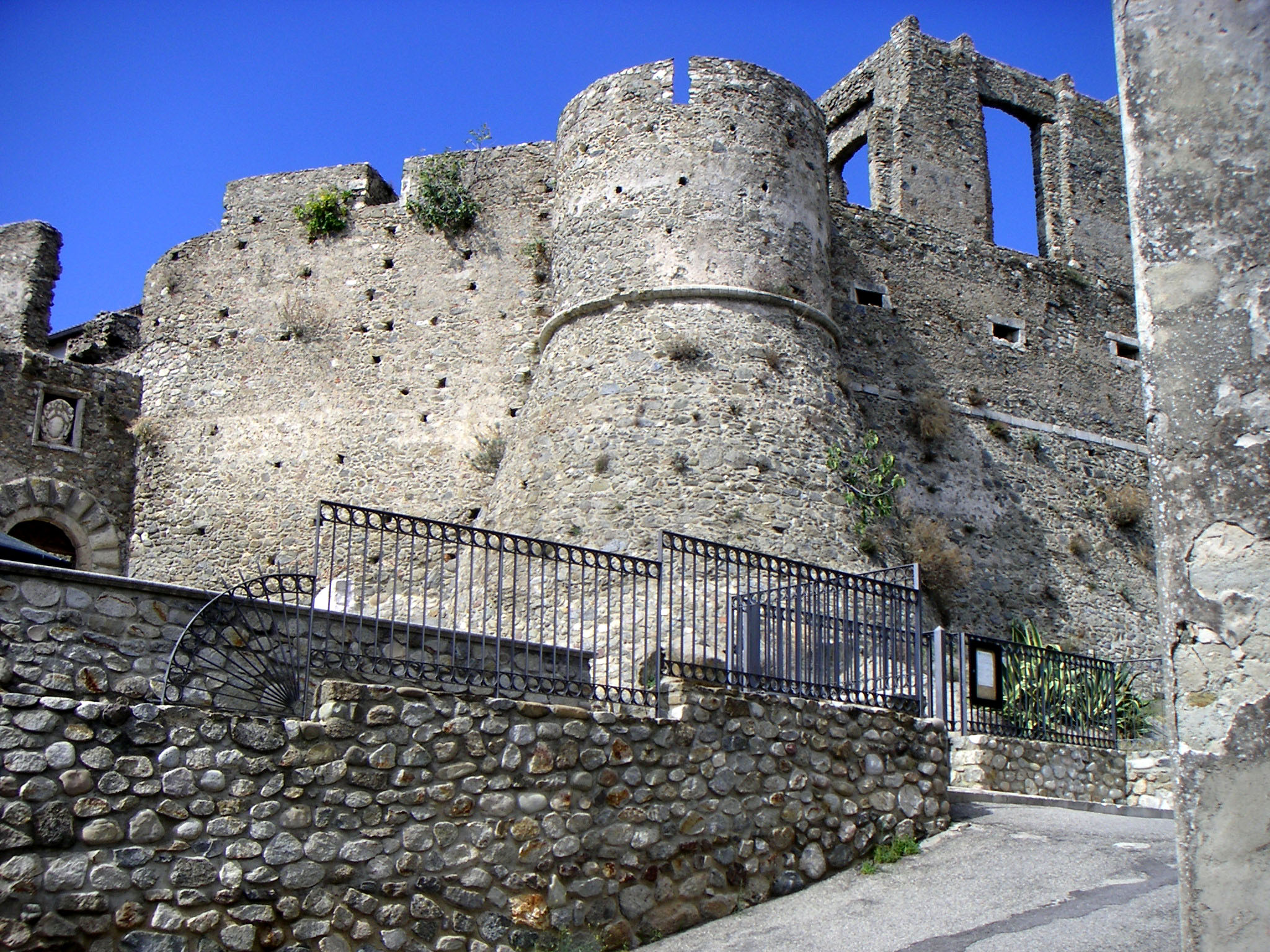
Castillo normando en Squillace

Durante la primavera de 1058, Calabria atravesaba una época de hambruna. En la localidad de Nicastro, los pobladores se negaron a pagar impuestos a los normandos y rápidamente el descontento se extiende por toda la región.
Al no lograr someterlos, Roberto Guiscardo le pide a su hermano Roger ayuda a cambio de una alianza mediante la cual se dividirían por igual las tierras sometidas y por someter aunque esta no se hizo efectiva hasta 1062.
A partir de 1059, ambos se dedican a expulsar a los bizantinos que ocupaban la parte sur de Italia. A principios del año siguiente, vuelven a sitiar Reggio que se rinde en el verano del mismo año.

## Conquista de Sicilia

### Antecedentes

Mapa político de Italia hacia el año 1000, poco antes de la llegada de los normandos

En agosto de 1059, el conde Roberto Guiscardo recibió del papa Nicolás II el título de duque de Calabria, Apulia y Sicilia a cambio de su apoyo contra el antipapa Benedicto X. Roberto aceptó los títulos a pesar de que ninguna de estas regiones pertenecían al papado, incluso parte de Apulia y Calabria estaba en manos de los bizantinos y Sicilia estaba ocupada por los árabes. Con el apoyo papal, Roberto se asentó en la parte oeste de sus dominios y desde ahí emprendió la conquista de los territorios sin someter.
En la isla, el emirato de Sicilia estaba dividido en tres regiones: la parte norte-occidental de la isla (Palermo, Trapani y Mazara) dominada por Abdullah ibn Haukal, el sureste (Catania y Siracusa) controlado por Ibn al-Timnah, y el centro de la isla con su capital Enna bajo la autoridad de ibn al-Hawas. Los tres sectores de la isla luchaban entre sí y ninguno reconocía la autoridad de los ziríes de Ifriqiya. Además la mayoría de la población eran griegos lo que garantizaba su apoyo a los invasores normandos.
En 1060 la esposa de Ibn al-Timnah huyó a Enna, dominios de su hermano Ibn al-Hawas. Pronto Ibn al-Timna exigió la devolución de su esposa tras lo cual sitia Enna pero es completamente derrotado por su cuñado. En febrero de 1061 Ibn al-Timnah, se reunió con Roger en Calabria y pidió su ayuda contra el emir de Enna. En caso de tener éxito, se comprometía a reconocer la soberanía de Roger en Sicilia. Con esto Roger tiene una excusa para invadir la isla, a la vez que obtenía un valioso aliado.
Dado que Roger era vasallo de su hermano mayor Roberto Guiscardo, el encargado de liderar la conquista debería haber sido Roberto pero debido a las constantes rebeliones de los barones en Apulia y los constantes enfrentamientos con naciones extranjeras sólo participó en tres campañas (en 1061, 1064 y 1071-1072). Además los conflictos en curso en la península impiden a Roberto brindar una verdadera ayuda en la captura de la isla, pues el ejército de Roger solo estaba conformado por sus vasallos de Calabria y algunos normandos aventureros, por lo que nunca fue grande. En este sentido, la conquista de Sicilia se extendió por casi treinta años (desde 1061 hasta 1091), y fue obra de Roger, aunque durante este período fue vasallo de Roberto Guiscardo y tras su muerte, lo fue de su sucesor Roger Borsa.

### Captura de Mesina
Durante febrero de 1061, Roger y 160 hombres, acompañados por Ibn al-Timnah atraviesan el estrecho de Mesina y desembarcan en la costa norte de Sicilia, desde donde realizan pequeñas incursiones al interior de la isla. Los normandos saquean Rometta y Milazzo, de donde obtuvo grandes botines. Ante estos sucesos la guarnición árabe de Mesina intenta atacar a los invasores pero el mal tiempo frustró su intento. La oportuna llegada de Serlo II de Hauteville, sobrino de Roger permitió un contraataque frontal por parte de los normandos.
Confiados por la reciente victoria, Roger atacó Mesina, pero la ciudad puso tenaz resistencia, por lo que emprenden la retirada pero el mal tiempo impidió su salida de la isla luchando durante tres días contra los árabes. Cuando logran partir, son atacados por la flota árabe, prolongándose el combate hasta cercanías de Reggio donde los musulmanes son repelidos. Tras este fracaso, Roger regresó a sus dominios y en agradecimiento por la ayuda prestada por dicha ciudad donó el botín obtenido a una de sus iglesias.

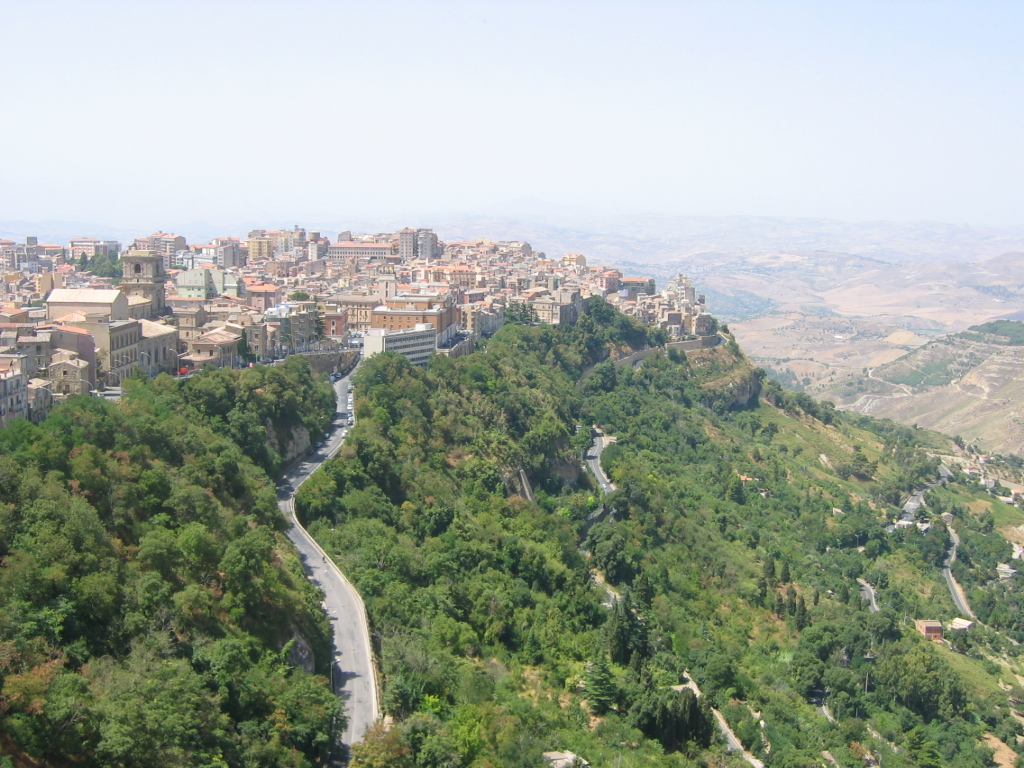
La moderna Enna. Se puede ver claramente por qué en la Edad Media fue inexpugnable debido a su ubicación

El 5 de mayo de 1060 Roger y Roberto Guiscardo desembarcaron nuevamente en Sicilia. Los cronistas dicen que el ejército estaba conformado por unas dos mil personas entre caballeros e infantería. Después de atravesar el estrecho, Roger se dirigió con un destacamento de 500 caballeros a Mesina pero encontró la ciudad totalmente protegida, ya que los árabe habían sido advertidos de su llegada. Con la llegaba Roberto Guiscardo con el resto de los soldados, Mesina fue capturada. Los soldados árabes huyen al interior de la isla y su flota se dirigió a Palermo con el objetivo de detener a los  normandos.
Los árabes que quedaron en Mesina son expulsados, dejando solamente los griegos y una guarnición de soldados. De esta forma Mesina se convierte en la primera ciudad capturada por los normandos en Sicilia.
Roger, Roberto y Ibn al-Timnah se dirigen a Sicilia central pasando por Rometta, ciudad leal a este último y atraviesan Frazzanò, donde son recibidos por los griegos como libertadores. Al haber dejado guarniciones en ambas ciudades, su ejército se redujo a sólo 700 hombres por lo que Roberto se vio obligado a desistir de tomar la ciudad de Centuripe. Ibn al-Hawas, el emir de Enna mandó un ejército a enfrentar a los normandos, los cuales a pesar de su superioridad numérica (según Malaterra unos 5000 árabes frente a los 700 normandos, aunque puede ser esta cifra exagerada) son derrotados.
A pesar de esta victoria, fue imposible sitiar Enna debido a su ubicación y por ser una ciudad fuertemente fortificada. Al acercarse el invierno, Roberto y Roger se vieron obligados a regresar a Mesina donde construyen un castillo en San Marco d'Alunzio, el cual es el primer castillo construido por los normandos en la isla. Posteriormente ambos hermanos regresaron a Calabria.

### Conflicto con Roberto Guiscardo y el asedio a Troina

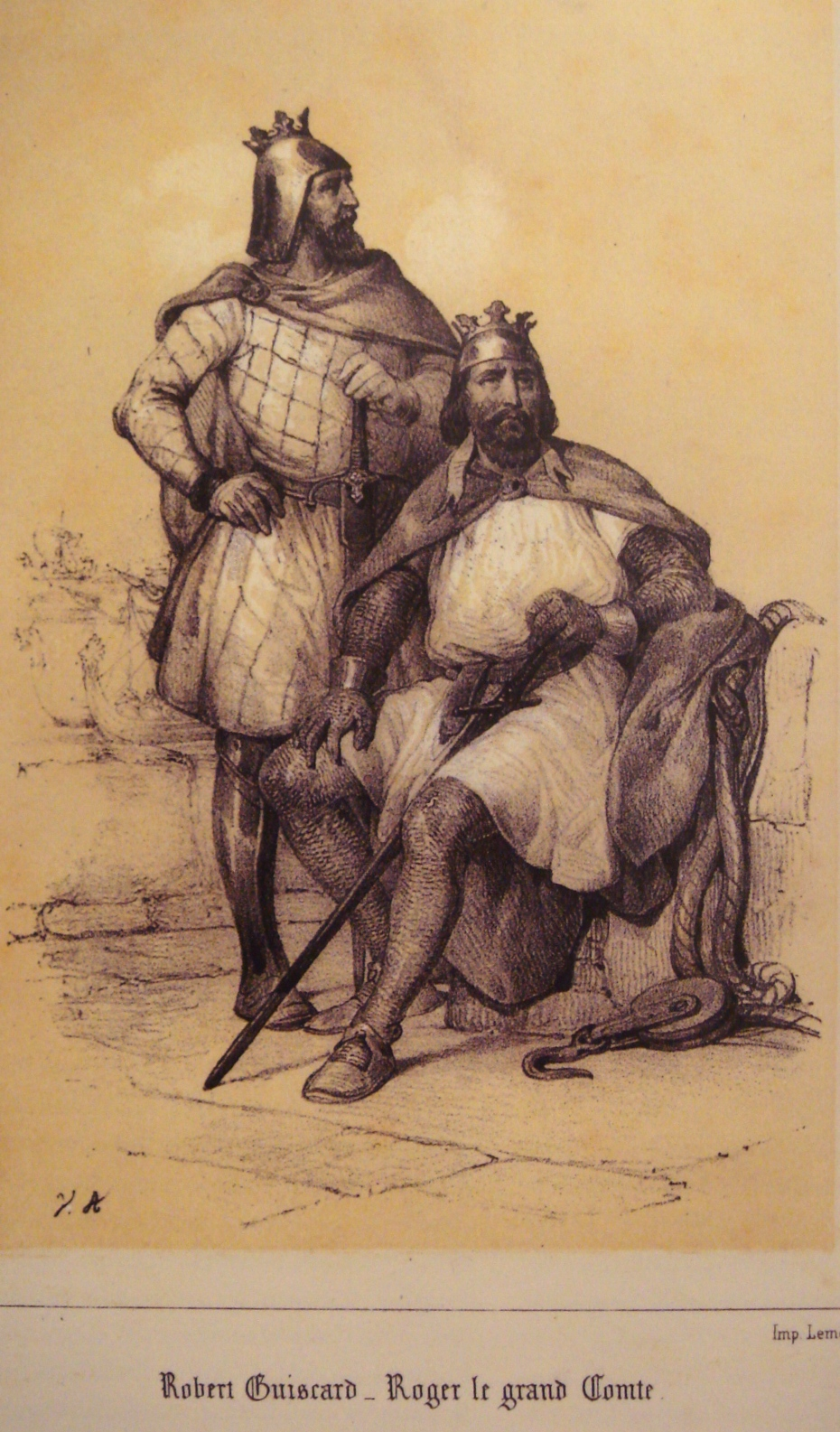
Roger de Sicilia y su hermano Roberto Guiscardo

El regreso de Roger a Mileto se debió principalmente a su boda con Judith de Évreux, que llegaba de Normandía. A principios de 1062 regresó a Sicilia y junto a ibn Al-Timnah capturan Petralia, tras lo cual regresó a Calabria.
Al regresar a Mileto, Roger le exige a su hermano Roberto Guiscardo el cumplimento de los acuerdos de 1058, mediante los cuales, la mitad de Calabria le pertenecían, pero Roberto se niega y sitia Mileto. Durante e sitio Roger se dirigió a Gerace que le permanecía fiel, pero cuando Roberto se enteró, también sitió esta ciudad.
Tras un confuso incidente, los habitantes de Gerace terminan por Roger, y le jura fidelidad a su hermano aunque este se comprometió a cumplir los acuerdos. Mientras tanto en Sicilia ibn Al-Timnah fue capturado y asesinado, por lo Roger regresa a Sicilia tan pronto ve solucionado el problema con su hermano.
Pero en Calabria aumentaba el descontento contra los normandos, y sus habitantes se rebelan e intentan tomar de rehén a Judith pero la guarnición dejado por Roger les hizo frente. En Sicilia los griegos se alían con los árabes y sitian a Roger en Troina durante cuatro meses. Durante el invierno Roger logra escapar de la ciudad y derrotar la rebelión, cuyos líderes en reprimenda son ajusticiados.
Después de suprimir la rebelión, Roger deja en Troina una guarnición bajo el mando de Judith mientras que él y un puñado de soldados regresan a Calabria en busca de caballos. En su ausencia, Judith aprendió mucho al mando del ejército, haciendo rondas en las fortificaciones incluso por la noche y animando a los soldados a estar alerta.

### Las batallas de Cerami y Misilmeri
En 1063, Roger y sus huestes regresan a Sicilia, pero los árabes al enterarse deciden hacerle frente. Ambos ejércitos se encuentran frente al río Cerami, cerca de la ciudad del mismo nombre. Goffredo Malaterra estima que las huestes de Roger era de unos 500 hombres, mientras que el ejército árabe bordeaba los 3000 integrantes, aunque pudo ser esta cifra exagerada, es seguro que el ejército árabe era muy superior en cuanto a número.
Ambos ejércitos estuvieron frente a frente durante tres días solo separados por el río pero el día cuarto, los normandos deciden empezar el ataque. Para evitar la huida de sus hombres frente al contraataque musulmán, Roger los compara con el ejército del juez hebreo Gedeón (según la Biblia derrotó un gigantesco ejército con solo 300 hombres). Los normandos, llenos de ánimo después de dicha comparación, regresan a la batalla. La llegada oportuna de Serlo II de Hauteville, hace retroceder a los árabes quienes finalmente huyeron. Tras la victoria, Roger regresó a Troina, que se había convertido en su centro de operaciones en la isla. La victoria en Cerami logró un impacto psicológico tanto en los normandos, quienes se creyeron los elegidos por Dios para expulsar a los árabes del sur de Italia; como en los árabes, quienes no volvieron a reunir un ejército tan grande como el que fue derrotado aquel día.

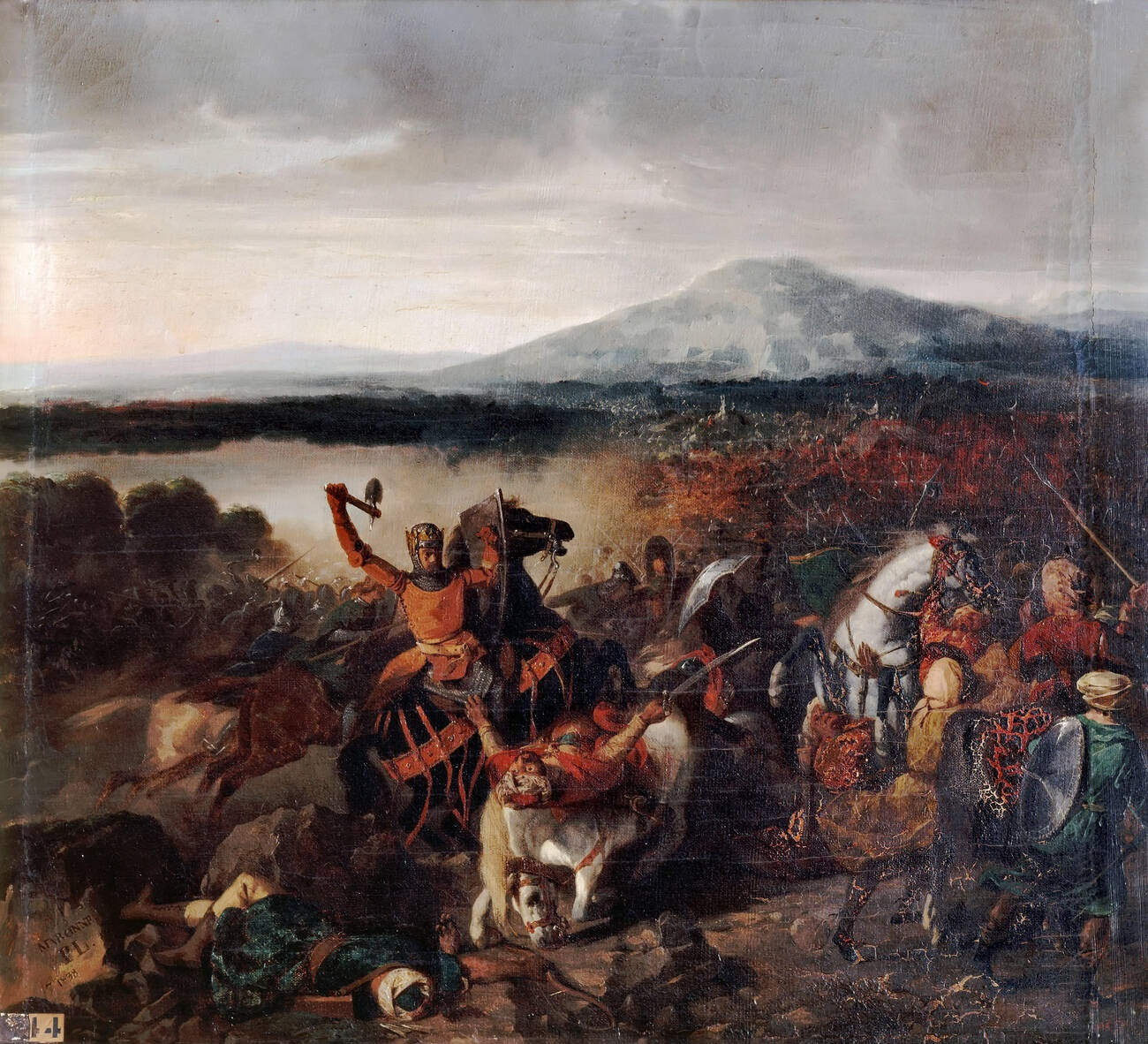
Roger durante la batalla de Cerami

Durante el mismo año, la República de Pisa ofreció a Roger una flota para atacar en forma conjunta Palermo. A pesar de su negativa, Pisa sitió Palermo, aunque no lograron mantener el sitio y finalmente emprenden la retirada.
Al año siguiente, Roberto Guiscardo desembarcó en Sicilia y se reunió con Roger. Ambos sitian Palermo, pero al no haber un bloqueo naval, el intento fracasa. Poco después Roberto se vio obligado a regresar a Calabria ante una nueva rebelión de los barones y deja a Roger nuevamente a su suerte.
Entre 1064 y 1068, Roger saqueó varias ciudades árabes con el objetivo de obtener recursos para consolidarse en sus nuevos dominios. Mientras tanto Ayub, un príncipe tunecino unificó el emirato terminando la guerra civil.
En 1068, Ayub reunió un ejército con el objetivo de derrotar a Roger. Ambos bandos se encontraron en Misilmeri, donde una vez más, los normandos son numéricamente inferiores a la de los árabes. A pesar de esto, Roger atacó y después de una rápida batalla derrotan totalmente a los árabes. Estos informan de su derrota a Palermo, mandando palomas, en cuyas patas había telas con restos de sangre.
La batalla de Misilmeri fue el último intento organizado de los árabes de Sicilia contra los normandos. El emir Ayub y sus más cercanos colaboradores huyeron a Túnez y los pocos líderes árabes que quedan se enfrascan nuevamente en una nueva guerra civil. Sin embargo, en un primer momento los normandos no fueron los suficientes como para completar rápidamente la conquista o controlar completamente los territorios ocupados. En este sentido, la conquista de Sicilia se llevó a cabo muy lentamente y solo se completa en 1091.

### Captura de Palermo

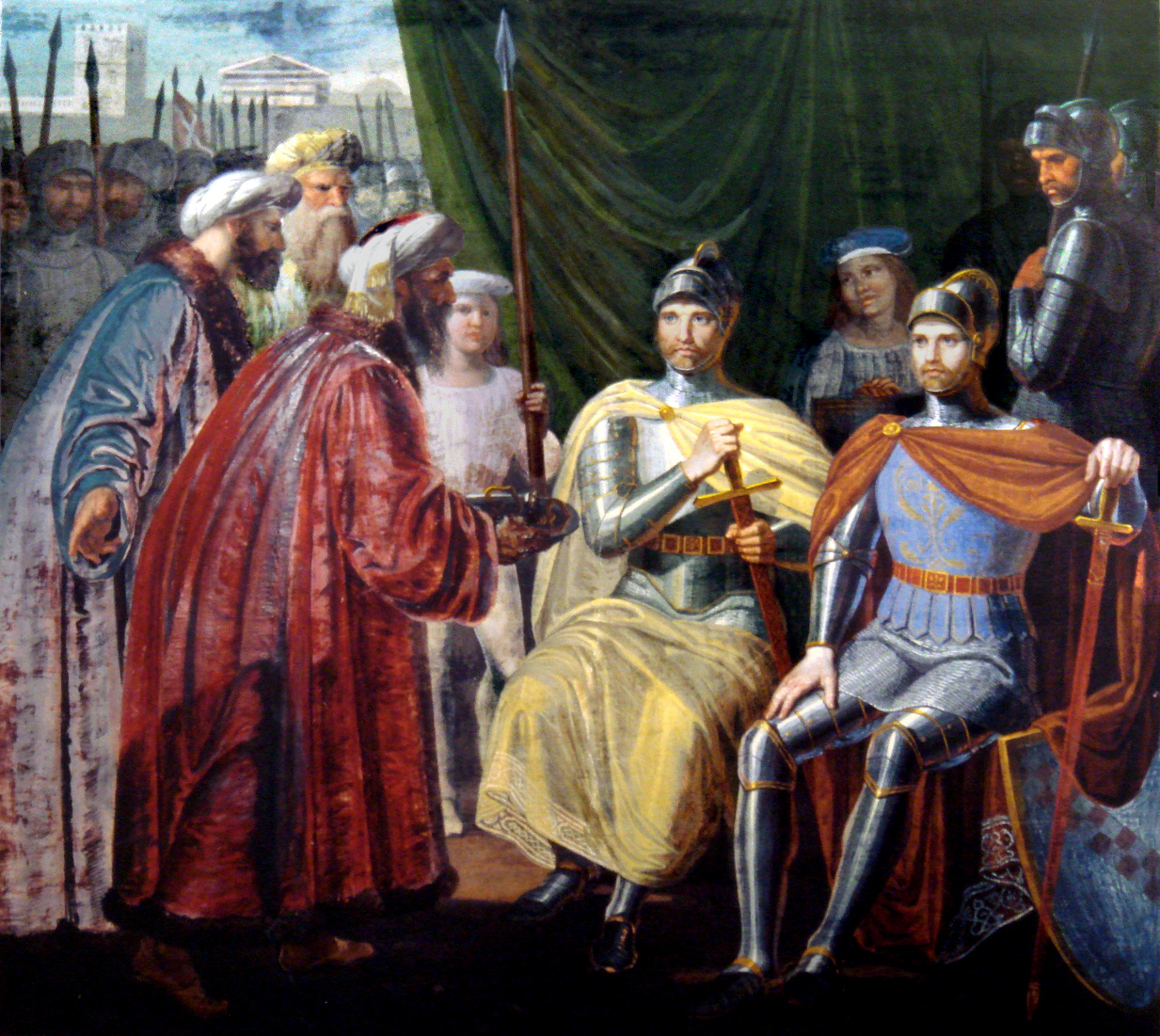
Roger Bosso y Roberto Guiscardo reciben las llaves de Palerno de manos de los árabes

Después de la toma de la ciudad de Bari en 1071, Roberto Guiscardo y Roger logran consolidar su poder en el sur de Italia, ambos hermanos deciden reanudar la conquista de Sicilia.
Ese mismo año llegan al puerto de Catania donde fueron bien recibidos ya que la ciudad le era fiel a su antiguo aliado Ibn al-Timnah. Una vez aquí, deciden sitiar Palermo: Roberto por mar y Roger por tierra.
El sitio de Palermo duró 5 meses: entre agosto de 1071 y enero de 1072. Durante el otoño de 1071, una flota árabe intentó en vano romper el bloque marítimo a la ciudad. A finales de otoño, cuando la ciudad por falta de provisiones ya pasaba hambre, Roberto recibió noticias de una nueva rebelión de los barones en Apulia y sin esperar la rendición de Palermo, regresó a la península.
El 5 de enero de 1072 Roger atacó Al Qasr, un barrio fortificado de Palermo, pero los árabes salieron a hacerle frente. Con la llegada oportuna de la caballería de Roberto lograronn vencer la resistencia y entrar a la ciudad esa misma noche. En la mañana del día siguiente, una delegación árabe llega al campamento normando para negociar los términos de la rendición. Los normandos permiten a los residentes conservar su religión y propiedades a cambio de su lealtad.
En Palermo, Roberto Guiscardo nombra a Roger conde de Sicilia, dándole soberanía sobre toda la isla, aunque solo una parte de esta había sido conquistada. A partir de ese momento, Roger completa la conquista de Sicilia sin la ayuda de su hermano.

### Culminación de la conquista de Sicilia

Mapa mostrando la extensión del avance normando en Sicilia en 1084. Se ve que casi gran parte de Sicilia ya ha sido conquistada.

Tras la captura de Palermo, la conquista de Sicilia se extendió por otros dieciocho años. Esto fue debido al pequeño tamaño del ejército de Roger (por lo general unos pocos cientos de caballeros), en comparación con la enorme población árabe en la isla. En este sentido, la táctica de los normandos, fue por un lado ataques repentinos contra pueblos árabes y, por otro lado, atraer a los gobernantes árabes, quienes después de reconocer la soberanía de Roger conservaban sus puestos o reciben feudos en Calabria. Fue rara una campaña militar a gran escala y por lo general solo ocurría en un momento en el que se estaba seguro del éxito. A pesar de esta cautela, los normandos sufrieron tres derrotas antes los árabes: en el verano de 1072 son emboscados y muere Serlo de Hauteville; en 1076, en ausencia de Roger, los normandos son derrotados por el emir de Siracusa, y en 1081 el mismo emir rechaza a los normandos dirigidos por Jordán de Altavilla, hijo del conde. Las siguientes son la campaña más importantes de Roger, dando lugar a la expansión de las posesiones normandas.
En 1075, piratas tunecinos desembarcan en Mazara y capturan la ciudad. Roger y sus hombres logran entrar al castillo por la noche y durante la mañana atacan al enemigo. Los piratas son derrotados, y sólo unos pocos logran huir a África.
En mayo de 1077, Roger sitió por mar la ciudad de Trapani. Su hijo Jordán acompañado de 100 caballeros entran a la ciudad por la noche y roban el ganado de sus habitantes, quienes al quedarse sin suministros se rinden. Posteriormente toman la fortaleza de Erice, cuya victoria es acreditada a la intervención milagrosa de san Juliano el Hospitalario, patrón de los cazadores. Es por esto que a Erice se le conoció hasta 1934 como el Monte San Giuliano (en italiano).
En 1078, Roger sitió Taormina, la cual era considerada una ciudad inexpugnable. Al no lograr tomar por asalto la ciudad construye en las proximidades 22 fuertes, bloquea las comunicaciones de la ciudad, e impiden la llegada de la flota tunecina, la cual intentaba liberar la ciudad del sitio. Después de haber perdido la esperanza de la llegada de refuerzos, el emir rinde la ciudad, con lo que el poder normando se consolida en el área alrededor del monte Etna.
El mayor opositor de los normandos en Sicilia fue el emir de Siracusa y Noto, cuyo nombre según Malaterra era Benarvet (posiblemente Ibn al-Wardi, aunque las fuentes árabes no informan el nombre original). En 1081, ante la ausencia de Roger, Benarvet capturó Catania. Sin esperar el regreso de Roger, su hijo Jordán y dos de sus comandantes Roberto de Surdevil y Elías Kartomensis recuperan la ciudad. La frágil paz es perturbada nuevamente en 1085 cuando la flota de Benarvet saquea Nicotera de donde rapta una monja. En repuesta, Roger sitió por mar Siracusa lo que origina un combate naval, durante el cual Benarvet muere ahogado. El asedio a Siracusa duró de mayo a septiembre de 1085 (según otras fuentes, 1086) durante el cual la viuda e hijo de Benarvet escaparon a Noto y Siracusa se rinde.
Tras la captura de Siracusa, Roger controla la mayor parte de la isla a excepción del sur (con ciudades como Butera y Noto) y el emirato de Enna, esta última rodeado por posesiones normandas. El 25 de julio de 1086 Roger tomó la ciudad de Agrigento y a principios de 1087, Roger llegó a las murallas de Enna, donde se reunió con su emir Ibn Hamoud y lo invita a entregar la ciudad. Ibn Hamoud aceptó la propuesta, e incluso expresa su deseo de bautizarse, pero teme una venganza de sus correligionarios. Como resultado de las negociaciones, Roger e Ibn Hamoud arman una treta: Ibn Hamoud sale a acampar con un grupo de sus seguidores y en el camino se encontró con el ejército normando y ante su superioridad se rinde. Al enterarse de la captura del emir, la ciudad de Enna se rindió sin luchar. Ibn Hamoud y su familia posteriormente son bautizados y reciben de manos de Roger un feudo en Calabria.
En 1088 después de un breve asedio, Butera es conquistada, y en febrero de 1090 los habitantes de Noto, sin esperar un ataque normando rinden la ciudad. Tras estos sucesos, Roger culmina la conquista de Sicilia.

## Conquista de Malta

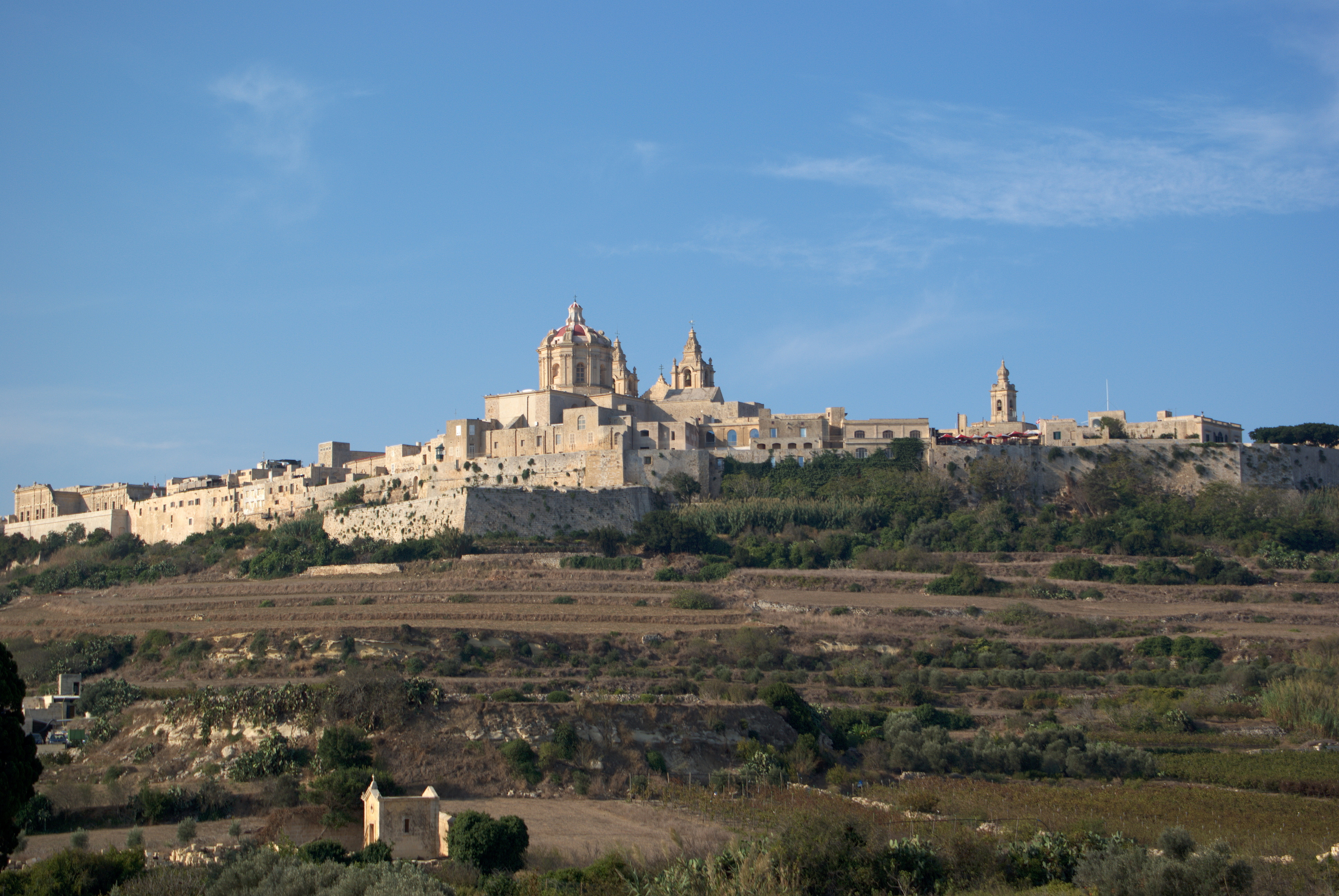
Panorama de Mdina, antigua capital de Malta

En 1091, con el fin de evitar un ataque musulmán o pirata desde el norte de África y consolidar su posición en Sicilia, Roger se dirigió con una flota a Malta. Al desembarcar, los pocos defensores que los normandos encuentran huyen y al día siguiente Roger marcha a la capital Mdina. Ya ahí estableció acuerdos con los malteses mediante los cuales las islas se convierten en vasallos del conde pero mantienen sus autoridades locales. Además los prisioneros cristianos y otros son puestos en libertad. En Malta, existe una leyenda que cuenta que fue Roger quien les dio un escudo rojo y blanco al seccionar parte del suyo; y además se celebra una misa en su honor una vez al año en la catedral de Mdina, la cual según la leyenda se empezó a construir por orden de Roger.

## Campañas en el sur de Italia
Cuando el papa Nicolás II otorgó a Roberto Guiscardo el título de duque de Apulia, Calabria y Sicilia, este se convirtió en el jefe supremo de todas las posesiones normandas del sur de Italia (a excepción del principado de Capua). Roger, a pesar de su notable participación  en la conquista de Calabria y su proclamación como conde de Sicilia siempre fue vasallo de su hermano mayor y en cumplimiento de su obligación como vasallo fue varias veces al continente en su ayuda.
Después de la muerte de Roberto Guiscardo en 1085, Roger Bosso le juró fidelidad a su sobrino Roger Borsa en contra de las pretensiones de Bohemundo de Tarento, hermano mayor de este último. Sin embargo, Bohemundo con apoyo de Jordán I de Capua declaró la guerra a Roger Borsa y logra capturar varias ciudades en la península. Fue gracias a la mediación de Roger Bosso que los hermanos logran llegar a un acuerdo, Roger Borsa conserva la mayor parte de los dominios de su padre y para Bohemundo se crea el Principado de Tarento.
En 1087, la guerra entre los herederos de Roberto Guiscardo estalló nuevamente, por lo que Roger Borsa le pidió ayuda a Roger Bosso, quien envía tropas a Cosenza, ciudad que los hermanos disputaban, lo que obliga a Bohemundo a retirarse. Nuevamente la paz vuelve a la península gracias a la intervención del conde de Sicilia quién en recompensa recibió la mitad de Palermo y parte de Apulia. Posteriormente, en 1096 junto con Bohemundo de Tarento sitian Amalfi, la cual se había rebelado contra el duque Roger Borsa.
En 1098, el príncipe de Capua Ricardo II le pidió a Roger Borsa y Roger Bosso interceder para recuperar sus dominios, de donde había sido expulsado. Roger Bosso sitió por cuarenta días la ciudad de Capua tras los cuales Ricardo logra recuperar su trono aunque tiene que jurarle fidelidad a Roger Borsa.

## Políticas nacionales en Sicilia

### Tolerancia étnica y religiosa

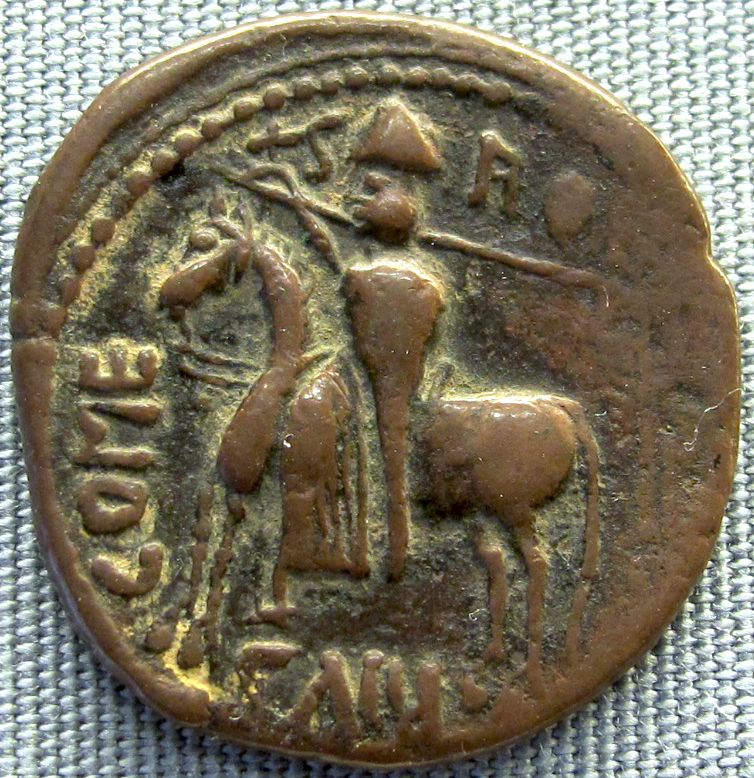
Moneda que representa a Roger I

En Sicilia los normandos eran solo una pequeña minoría, y a pesar de impulsarse la migración a la isla de caballeros occidentales y del clero latino, la gran mayoría de los sicilianos seguían siendo musulmanes y griegos. Con el fin de mantener el control en sus dominios Roger se mostró tolerante a la diversidad étnica y religiosa.
Para lograr esto se siguió empleando el árabe, griego y latín en procedimientos oficiales, los emires locales conservaron sus puestos y dominios o recibieron feudos (como fue el caso del emir de Enna ibn Hamoud). Incluso su ejército estaba conformado por musulmanes y para evitar el odio religioso entre cristianos y musulmanes, se prohibió a los misioneros cristianos predicar en Sicilia. Las medidas establecidas por Roger a favor de los árabes se mantienen hasta el gobierno de Federico II.
De la misma forma que fue complaciente con los árabes, lo fue también con los griegos. A pesar de que estos eran perseguidos en Apulia, Roger funda 21 monasterios basilianos y otros 11 son fundados por sus colaboradores. Para los católicos se fundan 36 monasterios latinos (principalmente benedictinos), de los cuales 11 son fundados por Roger en persona. Además los griegos tuvieron gran participación en la vida política de las ciudades, incluso en Palermo el jefe griego ostentaba el título árabe de Emir de Emires. A pesar de esto, estaba prohibido la celebración de la misa usando el rito bizantino y obispos bizantinos estaban subordinados a los latinos.
Como resultado de estas medidas, Roger obtuvo la lealtad incondicional de los sicilianos y solo se producen dos revueltas: en Cinisi y en Jato, pero estas se debieron al descontento de sus autoridades. La culminación de la guerra de conquista y la paz conseguida supuso el florecimiento del arte en Sicilia, donde surge el estilo normando-árabe.

### Relación con los barones
A diferencia de su hermano Roberto Guiscardo, Roger se preocupó por mantener la paz con los barones que estaban bajo su autoridad. Para lograr esto les permitió tener sus propios vasallos, pero los mantuvo bajo control al evitar la creación de extensos feudos que podrían rebelarse contra él. En estas circunstancias, Roger solo tuvo que enfrentar dos rebeliones de los barones:
- En 1082, Ingelmaria casado con la viuda de Serlo de Hauteville, el cual había recibido extensas posesiones en el pasado, se rebeló contra Roger. Después de ser vencido, Ingelmaria fue expulsado de Sicilia y sus posesiones devueltas a su mujer.
- En 1083, su hijo Jordán instigado por nobles descontentos y aprovechando la ausencia de su padre, se rebeló y capturó las ciudades de Mistretta y San Marco d'Alunzio. Jordán se rinde tan pronto Roger regresó a la isla, pero aunque es perdonado perdió la confianza de su padre.[42]

### Relación con el papado

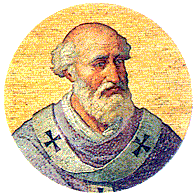
El papa Urbano II

Después de la muerte de Roberto Guiscardo y la posterior guerra civil entre sus herederos, Roger Bosso se convirtió en el principal aliado del papado en el sur de Italia. En 1088 se reunió en Troina con el recién electo papa Urbano II quien le solicitó su ayuda para recuperar Roma (ocupada en aquel entonces por el antipapa Clemente III) y buscar su apoyo en las negociaciones con el imperio Bizantino para ponerle fin al cisma. El resultado de estas negociaciones son desconocidas, pero tras estas el conde Roger fundó varias diócesis en Sicilia, lo que sugiere que obtuvo prerrogativas religiosas en la isla.
Los acuerdos entre Urbano II y Roger se rompieron en 1097 cuando el papa, sin el consentimiento del conde, designó como su delegado en Sicilia al obispo de Troina; Roger, al enterarse de esto, ordenó el arresto del obispo inmediatamente, siendo este apresado mientras celebraba misa.
Ese mismo año, durante el asedio a Capua, Roger se encontró con Urbano II (quien había llegado con la intención de conciliar con el lado opuesto) y, después de reunirse, ambos pactaron un acuerdo. El 5 de julio de 1098 el papa envió una carta al conde donde se le concedía la legacía papal perpetua y hereditaria sobre sus propios territorios, sentándose las bases de las llamadas delegaciones de Sicilia:
- Se otorgaba a Roger la potestad de establecer nuevos obispados, modificar sus límites y elegir obispos.
- También se cedía la facultad de recaudar las rentas de la Iglesia y juzgar sobre asuntos eclesiásticos con la autoridad del mismo papa.
- Mientras vivan Roger y sus herederos legales, el papado no nombrará un delegado sin su previo consentimiento.
- Roger y sus herederos tendrán los poderes que normalmente ostenta un delegado.
- En el caso de un concilio, Roger y sus herederos determinaran el número de obispos sicilianos que participen en él.

En 1099, tras la proclamación del papa Pascual II, Roger entregó mil sólidos a Roma con el fin de garantizarse sus prerrogativas, suma empleada por el nuevo pontífice en contratar mercenarios para dar caza a Clemente III. Estas atribuciones fueron ratificadas más tarde en 1128 por Honorio III, en 1139 por Inocencio III y en 1156 por Adriano IV. En 1192 su bisnieto Tancredo de Sicilia renunció formalmente a tales privilegios a cambio de ser reconocido rey de Sicilia por el papa Celestino III.

## Familia

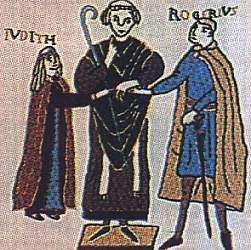
Matrimonio de Roger I y Judith de Évreux
Tapiz de Château de Pirou, Normandía

Roger estuvo casado tres veces y tuvo numerosos hijos, tanto legítimos como ilegítimos. Su primer matrimonio tuvo lugar en 1061 con Judith de Évreux (muere c. 1076), hija de Guillermo, conde de Évreux. La pareja se conoció en Normandía pero el matrimonio se llevó a cabo en Mileto. Fruto de la unión tuvieron cuatro hijas:
- Flandina (muere c. 1094), casada dos veces: primero con Hugo de Circea, primer conde de Paterno y después con Enrique del Vasto, hermano de Adelaida del Vasto.
- Matilda (c. 1062-1094), casada desde 1080 con Raimundo IV de Tolosa.
- Adelisa (muere c. 1096), se casa en 1083 Enrique, conde de Monte Sant'Angelo.
- Emma (c. 1070-1120), pedida en matrimonio por Felipe I de Francia, se casa primero con Guillermo (o Robert), conde de Clermont y en segundas nupcias con Rodolfo Macabeo, Conde de Montescaglioso.

Se casa nuevamente c. 1077 con Eremburga de  Mortain (muere c. 1087) quien le da los siguientes hijos:
- Mauger (c. 1080-1100), conde de Troina.
- Muriella, casada con Giosberto de Luci.
- Constanza (muere c. 1101), casada desde 1095 con Conrado II de Italia, rey de los romanos.
- Felicia (c. 1078-1102), casada con el rey Colomán de Hungría.
- Judith (muere 1136), casada con Roberto I de Bassunvilla.

Roger se casa por tercera vez en 1087 con Adelaida del Vasto (1074-1118), sobrina de Bonifacio de Savona. De este matrimonio nacen:
- Simón, que lo sucedió como conde de Sicilia.
- Matilda, casada con Ranulfo II, conde de Alife.
- Roger, conde y más tarde rey de Sicilia.
- Maximilia, casada con Hildebrando VI (de la familia Aldobrandeschi).

Además de los anteriores, Roger tuvo otros hijos con mujeres desconocidas, aunque estas pudieron haber sido alguna de sus esposas. Se sabe acerca de los siguientes:
- Jordán (muere 1092), conocido por haber participado en la captura de Trapani en 1077 y por rebelarse contra su padre, aunque luego fue perdonado.[42]
- Godofredo (muere c. 1120), conde de Ragusa, enfermo de lepra se retira a vivir en un monasterio.

## Semblanza
El cronista Goffredo Malaterra, contemporáneo del conde, lo describe de la siguiente manera:

Fue un joven muy bien proporcionado, alto y elegante, listo de expresión, sabio en el consejo, con visión de futuro en el tratamiento de la empresa. Siempre se mantuvo amable y alegre. Él también estaba dotado de gran fuerza física y un gran valor en el combate. Y en virtud de estas cualidades, se ganó el favor de todos en breve
Malaterra (2005)

## Muerte y sucesión

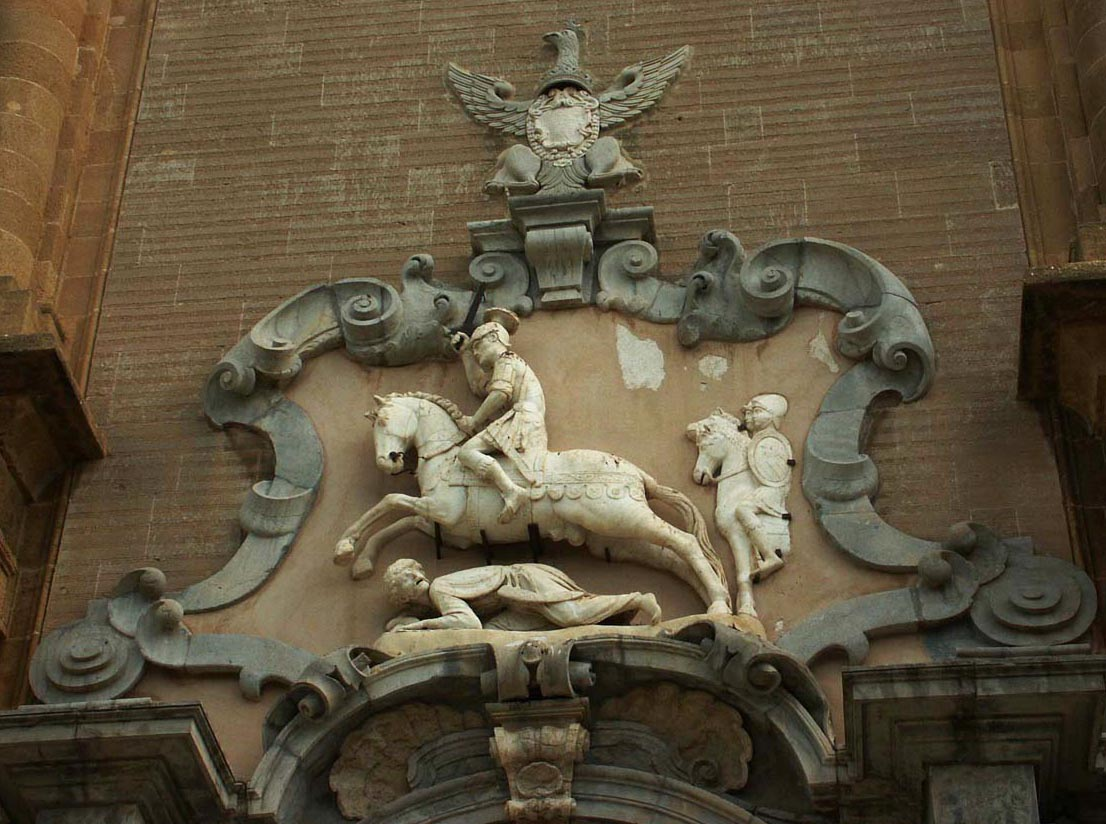
Roger I contra los árabes. Detalle de la portada de la Catedral Mazzaro del Vallo

Roger muere en Mileto el 22 de junio de 1101 y es enterrado en la iglesia del monasterio de la Santísima Trinidad, en la misma ciudad. Dicha iglesia fue destruida por un terremoto en 1783 por lo que su sarcófago es trasladado al Museo Arqueológico de Nápoles.
Jordán a pesar de ser posiblemente su primogénito, no le sucedió, al ser posiblemente ilegítimo o el hecho de haber perdido la confianza de su padre tras su rebelión en 1083. También es probable que haya muerto antes que su padre. En cuanto a Godofredo, pudo también haber sido ilegítimo, pero aunque no lo fuera, sufría de lepra lo que lo imposibilitaba.
A diferencia de Jordán y Godofredo, Mauger era con casi total seguridad hijo legítimo del conde, pero es probable que muriera antes que este. En caso de que no fuera así se desconoce por qué no sucedió a su padre.
Fue así que a la muerte de Roger, el condado pasó a manos de Simón, su primer hijo varón con Adelaida del Vasto, su tercera esposa. Simón ocupó el trono a una corta edad y tras su temprana muerte fue sucedido por su hermano Roger como Roger II. Posteriormente Roger II une todas las posesiones normandas en Italia y logra que el papa lo proclame rey de Sicilia.
| Predecesor: Ninguno | Conde de Sicilia 1072-1101 | Sucesor: Simón de Sicilia |